# Trigonophorus talpa
Trigonophorus talpa är en skalbaggsart som beskrevs av Reichenbach 1996. Trigonophorus talpa ingår i släktet Trigonophorus och familjen Cetoniidae. Inga underarter finns listade i Catalogue of Life.